# 足利义诠
足利义诠（日语：／ Ashikaga Yoshiakira，1330年7月4日—1367年12月28日）是日本室町幕府的第2代征夷大将军。他是足利尊氏的第三子、嫡男。母亲为北条久时的女儿北条登子、镰仓幕府最後执权赤桥守时的妹妹。正室为涩川义季的女儿涩川幸子。幼名千寿王。其子为足利義满、足利满诠。

## 生涯

### 早年生活
1333年，後醍醐上皇在伯耆國船上山舉兵，鐮倉幕府派足利尊氏為總大將鎮壓。前往京都之際，千壽王和母親赤橋登子一起被北條氏扣為人質，留在鐮倉。
足利尊氏在丹波國反叛鐮倉幕府，攻佔了京都的六波羅探題後，千壽王被足利家的家臣救出鐮倉，新田義貞奉之為主，攻佔鐮倉。在此期間，千壽王在家臣的輔佐下，以父親尊氏的名義，對參加鐮倉之戰的武士發放軍忠狀，這使他後來成為了足利氏的棟樑。後醍醐天皇施行建武新政時，義詮由叔父足利直義輔佐鎮守鐮倉。足利尊氏反叛後醍醐天皇時，足利義詮與父親一起同南朝作戰，義詮主要負責鎮守鐮倉，統治關東一帶。
足利尊氏開設幕府之後，足利家的執事高師直同尊氏的弟弟足利直義不和，引起了觀應擾亂，高師直發動政變，足利直義失勢。足利義詮被召回京都，代理直義管理幕府的政務。1351年（正平6年 / 觀應2年）陰曆8月，足利義詮和足利尊氏決定廢除北朝朝廷，向足利直義所支持的南朝投降，史稱正平一統。翌年南朝的北畠親房和楠木正儀攻陷京都，義詮逃往近江國避難。結果北朝方面的光嚴上皇、光明上皇、崇光天皇以及皇太子直仁親王等北朝重要皇族都被南朝俘虜。不久義詮率軍反撲，奪回了京都，並在沒有三神器的狀態下擁立後光嚴天皇重建北朝。1353年陰曆6月，足利直冬和山名時氏攻陷京都，但不久被收復。

### 將軍就任後
1358年（正平13年 / 延文3年）陰曆4月，足利尊氏逝世，12月義詮繼任征夷大將軍之職。當時中國地方的山名氏和大內氏叛服無常，九州地方的懷良親王等南朝勢力依然健在。義詮繼任後，立即對南朝的河內和紀伊發起進攻，攻下了赤坂城等城。而另一方面，1361年（正平16年 / 康安元年）與執事細川清氏、畠山國清敵對的仁木義長投奔南朝，不久以後，細川清氏又在佐佐木道譽的讒言下叛降南朝，並協助南朝再次短暫地攻佔京都。1362年，在細川清氏、畠山國清先後失勢後，足利義詮任命斯波義將為管領。1363年大內氏、山名氏先後前來參謁，幕府政權得到鞏固；同時仁木義長和桃井直常、石塔賴房回歸幕府，推進了同南朝的講和。同年在義詮的奏請下，後光嚴天皇下詔編纂第19部敕撰和歌集──《新拾遺和歌集》。1365年陰曆2月將邸宅遷到了三條坊門萬里小路的新邸。其間義詮著手整備訴訟制度，縮小了評定眾、引付眾的規模，試圖擴大將軍的親政權（御前沙汰）。在同園城寺和南禪寺的爭端中，義詮派今川貞世（了俊）管領園城寺，並毀棄了逢坂關。1366年斯波氏失權，細川賴之成為管領（貞治之變）。
1367年陰曆11月，義詮將自己和側室紀良子所生的幼子足利義滿託付給了細川賴之，翌月病死，享年38歲。死前的兩天，足利義詮大量噴出鼻血，這在三條公忠的日記《後愚昧記》中有記載。根據足利義詮的遺言，遺體被埋葬在了觀林寺（今善入山寶筐院）五輪石塔（楠木正行之墓）旁邊，稱寶筐印塔。

### 居所的名稱
由於足利義詮的邸宅位於三條坊門，因此被人稱作「坊門殿」。另外室町季顯處購買了「花亭」，並以之為別邸。後來足利家將「花亭」獻給崇光上皇作為仙洞御所（上皇的居住地）。足利義滿就任將軍之時，天皇將花亭贈送給了義滿，並作為義滿的邸宅。世人稱之為「花之御所」。

## 官歷
| 西曆   | 南朝     | 北朝     | 月日（旧曆） | 内容                             |
| ------ | -------- | -------- | ------------ | -------------------------------- |
| 1335年 | 建武2年  |          | 4月7日       | 敘從五位下。                     |
| 1344年 | 興國5年  | 康永3年  | 3月16日      | 昇敘正五位下。                   |
| 1344年 | 興國5年  | 康永3年  | 3月18日      | 任左馬頭。                       |
| 1347年 | 正平2年  | 貞和3年  | 12月3日      | 昇敘從四位下。                   |
| 1350年 | 正平5年  | 觀應元年 | 8月22日      | 補任参議、兼任左近衛中将。       |
| 1356年 | 正平11年 | 延文元年 | 8月23日      | 昇敘從三位。参議左近衛中将如元。 |
| 1359年 | 正平13年 | 延文3年  | 12月18日     | 受封征夷大将軍                   |
| 1359年 | 正平14年 | 延文4年  | 2月4日       | 兼任武藏守。                     |
| 1363年 | 正平18年 | 貞治2年  | 1月28日      | 轉任權大納言。                   |
| 1363年 | 正平18年 | 貞治2年  | 7月29日      | 昇敘從二位。權大納言如元。       |
| 1367年 | 正平22年 | 貞治6年  | 1月5日       | 昇敘正二位。                     |
| 1367年 | 正平22年 | 貞治6年  | 12月7日      | 逝世。                           |
| 1368年 | 正平22年 | 貞治6年  | 12月20日     | 贈從一位左大臣。                 |

## 墓葬、肖像畫和木像
- 法名：寶篋院瑞山道權

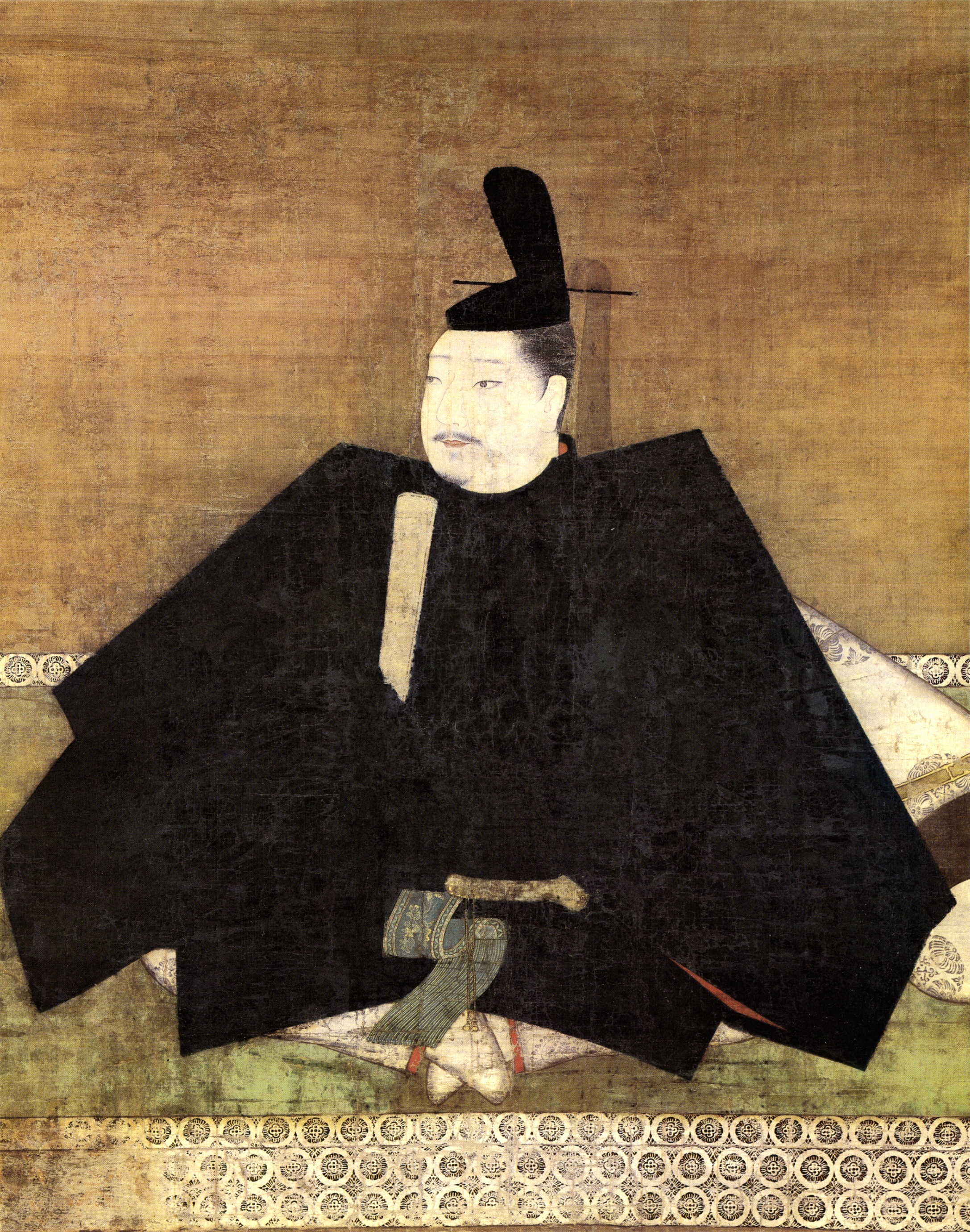
神護寺三像中所謂的「藤原光能像」

- 墓所：京都府京都市北区萬年山等持院。另有位於京都府京都市右京区的善入山宝筐院或静岡县三島市川原谷的地福山宝鏡院兩種說法。
- 肖像畫：寶筐院所藏（見條目開頭），被日本列為重要文化財。此外，美術史學者米倉迪夫認為神護寺所藏的神護寺三像中，所謂的「藤原光能像」（見右圖），其實是足利義詮像，因為他與等持院內的足利義詮木像面部特徵很相似。
- 木像：等持院、鑁阿寺、瑞泉寺所藏。
  - 1863年（文久3年），尊皇攘夷派曾將等持院內的足利尊氏、足利義詮、足利義滿的木像梟首，並在三条河原示眾（足利三代木像梟首事件）。

## 人物形象
《太平記》將足利義詮描繪成一個容易被他人的言語左右、而且沉溺於酒色的愚鈍人物。事實上，足利義詮在父親尊氏不在的時候發佈半濟令，確保了武家的經濟實力。另一方面在足利直冬的進攻下，幕府陷入窘境；而足利義詮在神南之戰中破直冬軍，此後又立下了許多戰功。細川清氏失勢（康安政變）後，義詮利用斯波氏的暫時失勢（貞治之變）這一機會壓制各地守護的勢力，提高了幕府將軍的權勢。
此外在義詮任將軍期間，原本支持南朝的強大的守護大名大內弘世、山名時世等人歸順幕府和北朝；仁木義長、桃井直常、石塔賴房等人再次歸順幕府。因此不能無視他對南北朝動亂的平息和幕府政治安定所作出的貢獻。此外，義詮向奧州派遣石橋棟義，向九州派遣斯波氏經、澀川義行，平定了九州。
足利義詮與正室澀川幸子僅生下了一個兒子，但卻早夭。此後義詮再也沒有生過兒子，可能是因為他以前與許多公卿的女兒、天皇身邊的女官性交過度導致了腎虛。因此後來不得不將之前與側室所生的足利義滿立為繼承人，由管領細川賴之輔佐。

## 系谱
- 父：足利尊氏
- 母：赤桥登子
- 兄弟
  - 足利基氏
  - 足利直冬（足利直義的養子）
- 正室：澀川幸子
  - 子：千寿王
- 侧室：纪良子（順德天皇皇孫尊雅王（日语：尊雅王）外孫女）
  - 子：足利義滿
  - 子：足利满诠
  - 子：清祖

## 接受義詮偏諱的人物
- 荒川詮賴
- 一色詮範
- 上野詮兼
- 大內義弘
- 白井詮常
- 大掾詮國
- 中條詮秀
- 富樫詮親
- 土岐詮直
- 細川詮春

- 桃井詮信
- 湯川詮光

除了上面所列出的以外、高師詮和京極高詮等，可能也是接受了義詮的偏諱。
| 足利義詮        |                                         |                 |
| 军职            |                                         |                 |
| 前任： 足利尊氏 | 征夷大將軍 1359年1月7日－1367年12月28日 | 繼任： 足利義滿 |
| 無              | 鎌倉公方（追尊） 1336年－1349年         | 繼任： 足利基氏 |
| 貴族爵位和頭銜  |                                         |                 |
| 前任： 足利尊氏 | 足利將軍家第2代當主 1359年 - 1367年     | 繼任： 足利義滿 |